# 木谷雅
木谷 雅（きたに まさし、1979年5月16日 - ）は、愛知県生まれのシンガーソングライター。sacraのメンバーで、ボーカル、サイドギター担当。2014年9月よりVocal powerのメンバーとしても活動。

## 略歴
sacraのメンバーとして1999年からインディーズで活動。ラジオ番組「FMトライアングル・スーパーオーディション」でグランプリを獲得し2004年2月にプラティア・エンタテインメントから『イエスタデイ』でメジャー・デビュー、オリコンチャートで最高18位まで上昇した。2005年12月にタレントのあかぎあいとの間に第一子の男児をもうけたのを機に、2006年に結婚。2009年9月15日に第二子の男児をもうける。2008年にてsacraは公式HPにてライブ活動を休止（事実上の活動休止）を発表、その後、ソロプロジェクトを立ち上げリップ・ヴァンズ名義でソロ活動を開始する。元々の由来はリップ・ヴァン・ウィンクル。『時代遅れ。時代遅れなことを歌っていくことで、現代に欠けたモノ、感情を取り戻していきたい』という強い想いを込め命名した。
2008年7月16日、「ロンリーロード/モンスター」を発売し、ソロとしては初のCDデビューを果たす。
2010年6月13日の新横浜BELL'Sにて行われたライブを最後に、公式発表が無いままリップ・ヴァンズ名義としての活動を終了。以降は名義を木谷雅に統一しライブ活動を続ける。9月4日、sacra活動再開。同年12月9日に、テレビドラマ『歌セラ』の第9回「唄を忘れたカナリア」で俳優デビュー。
2014年9月よりボーカルグループ、Vocal powerのメンバーとして活動。2016年1月27日、Vocal powerがユニバーサルミュージックより、メジャー・デビュー。

## 人物
愛知県出身、愛知県立津島高等学校卒業。妻はタレントのあかぎあい。三児の父親。
sacra以外にも楽曲提供、ボイストレーニングの講師としても活動している。音楽活動と並行しペットボトルキャップをワクチンに変え各国の子供たちにワクチンを届ける運動「エコキャップ運動」を行っている。

## ディスコグラフィ

### リップ・ヴァンズ
1. ロンリーロード/モンスター（2008年7月16日）
2. 産声（2008年11月12日）
3. 約束〜泣き笑いのあなたへ（2009年12月20日） - 通信&ライブ限定発売

### 楽曲提供
- SE7EN 「スタートライン」（作詞）
- I-lulu（現・KATA-KANA） 「ピストル」 （作詞）
- 島谷ひとみ 「抱きしめて〜晶のBallad〜」（作詞・作曲）
- 山本さやか 「祭りのあと」（作詞・作曲）

## 出演

### テレビドラマ
- 歌セラ 第9回『唄を忘れたカナリア』（2010年、TBS）主演・神田涼助 役

### ラジオ
- 木谷雅のOne to One〜心ひとつ（2010年4月 - FM愛知）
- ななみアフタヌーンバラエティ 月曜ラジオパーソナリティ（FMななみ）